# Manuel Pasquín y de Juan
Manuel Pasquín i de Juan (Cadis, 23 de desembre de 1828 - Madrid, 12 de maig de 1901 va ser un marí, militar i polític espanyol, ministre de Guerra durant la restauració borbònica.

## Inicis en l'armada
Va ingressar a l'escola naval en el 1845. En 1860 va participar activament en la campanya del Marroc, després de la qual cosa, va ser destinat a l'Escola Naval Militar, com a professor.
Va ser segon comandant de la fragata Villa de Madrid, amb la qual va realitzar diversos creuers, després de la qual cosa, se li va assignar el comandament de la corbeta Trinidad. Posteriorment, va ser destinat a terra, en el departament de Cadis, des d'on se li va destinar a l'illa de Cuba, per ocupar el càrrec de capità del port de Mayagüez i posteriorment el de capità del port de Matanzas.
En ser ascendit a capità de fragata, va passar a ser comandant diverses unitats, com les fragates Consuelo, Villa de Bilbao. En desembarcar d'aquesta última, va passar un temps amb destinacions a terra i en ser ascendit a capità de navili, se li va assignar el comandament de la fragata Blanca i posteriorment de la Princesa de Asturias.

## Responsabilitats militars
L'any de 1887, va ascendir a l'ocupació de capità de navili de primera classe i va passar destinat i al càrrec de Secretari del Consell de Govern del Centre tècnic de l'Armada. També fou nomenat vocal de la Junta encarregada de redactar el Codi penal Marítim i al que es va unir el càrrec de formar part de la Junta d'Ordenances de l'Armada, en deixar aquestes comissions, fou nomenat Director del Material al Ministeri de Marina.

## Almirallat i vida política
Va ascendir a l'ocupació de contralmirall, en 1892. Entre el 23 de març de 1893 i el 23 de març de 1895, va exercir el càrrec de Ministre de Marina de tres successius governs presidits per Sagasta, i va ser nomenat pel reina regent Maria Cristina d'Habsburg-Lorena senador vitalici.
L'any 1895, sota el govern d'Antonio Cánovas del Castillo, va ser nomenat vocal del Consell Suprem de Guerra i Marina. Càrrec en el qual va romandre fins que es va retirar a la fi de l'any de 1897. Va morir el 12 de maig de 1901.